# Irányi László
Irányi László (Szeged, 1923. április 9. – Köln, 1987. március 6.) piarista szerzetes, katolikus pap, Castellum Medianum-i címzetes püspök, az emigrációban élő magyar katolikusok püspöke.

## Pályafutása
1941-ben érettségizett a szegedi piarista gimnáziumban. A piarista rendbe augusztus 27-én lépett be Vácott. A teológiát 1945-ben fejezte be Budapesten.
1946-ban Németországba ment. Ünnepélyes örökfogadalmát 1947. július 12-én tette le; 1948. március 13-án szentelték pappá Rómában. 1952-ben szerzett filozófiai doktorátust az Angelicum egyetemen.
1954-től 1964-ig az emmitsburgi Mount St. Mary's szeminárium és kollégium tanáraként szolgált. 1954-ben társalapítója volt a washingtoni piarista rendháznak, melynek 1957-től 1970-ig házfőnöke volt. 1964-től 1972-ig a washingtoni Immaculata College teológia és filozófia tanszékének vezetője, 1967-től 1975-ig az Amerikai Piarista Rendtartomány helyettes tartományfőnöke, illetve az Amerikai Magyar Szövetség elnöke volt.

### Püspöki pályafutása
1983. május 20-án Castellum Medianum-i címzetes püspökké nevezték ki. Július 27-én szentelte püspökké Pio Laghi egyesült államok-beli apostoli delegátus, Edward John Herrmann nyugalmazott columbus-i püspök és Francis Bible Schulte philadelphiai segédpüspök segédletével.

## Művei
A New Catholic Encyclopedia (Washington, 1967–1979) munkatársa